# Z-Ro

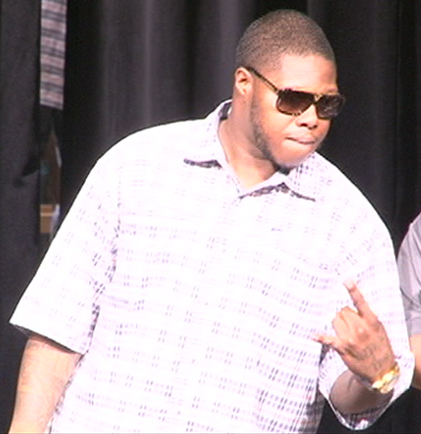
Z-Ro después de realizar una presentación en la Escuela Secundaria Sharpstown, 7504 Bissonnet St, Houston, TX 77074, el lunes 25 de abril de 2011.

Z-Ro (Houston, Texas, 6 de junio de 1976) es un rapero afroamericano miembro del colectivo de raperos de Houston Screwed Up Click, asociado con DJ Screw. Desde entonces ha grabado varios álbumes como Screwed Up Click Representa en 2002 o Look What You Did to Me en 1998. Aparece en el sencillo de Bun B "Get Throwed", junto con Pimp C, Jay-Z y Young Jeezy.

## Discografía

### Álbumes
- 1998 – Look What You Did to Me (Fisherboy)
- 2000 – Z-Ro vs. the World [Straight Profit]
- 2001 – King of da Ghetto (Straight Profit)
- 2002 – Screwed Up Click Representa (Presidential Records)
- 2002 – Z-Ro (Kmj Records)
- 2002 – Life (Kmj Records)
- 2004 – Z-Ro Tolerance (Kmj Records)
- 2004 – The Life of Joseph W. McVey (Asylum/Rap-a-Lot)
- 2005 – Let the Truth Be Told (Asylum/Rap-a-Lot)

### Con Guerilla Maab
- 1999 – Rise (Resurrection Music/BCD Music Group/KMJ Records)
- 2002 – Resurrected (KMJ Records/Resurrection Music)
- 2006 – *COMPILATION* Guerilla Maab Hitz, Vol. 1 (S.L.A.B.ed) (BCD Music Group)

### Mixtapes
- 2003 – A Bad Azz Mix Tape (Presidential Records)
- 2003 – Gangstafied (Tha 4/BCD Music Group)
- 2004 – Underground Railroad, Vol. 1: Street Life (Hulled & Chopped) (Hustletown)
- 2004 – Underground Railroad, Vol. 2: Thug Luv (Kmj Records)
- 2006 – Underground Railroad: Paper Stacks 3 [Hulled & Chopped] (Kmj Records)

### Compilaciones
- 2002 – Z-Ro vs. the World/King of the Ghetto (Straight Profit)
- 2003 – A.B.N.: Assholes by Nature: The Soundtrack (ABN Records)
- 2004 – For My Thugs: Greatest Hits (Beltway 8 S)
- 2005 – Kings Of The South (con Lil' Flip) (PayDay)
- 2005 – 4 da Green Reloaded (con Al-D) (BCD Music Group)
- 2005 – Fuck 'Em All: Z-Ro's Greatest Verses Revisited & Remixed (Asylum/Rap-A-Lot)
- 2005 – 4 Da Green Reloaded (Bcd Music Group)
- 2005 – Z-Ro and Friends (KMJ Records)
- 2006 – 4/20 the Smokers Anthem (KMJ Records)

## Guerilla Maab
Z-Ro fue miembro del trío de rap Guerilla Maab, originario de Southwest Houston, Texas. Los otros miembros eran Trae (su primo) y Dougie D (su hermano).